# Break with the Boss
Break with the Boss är ett brittiskt tv-program som sändes i Storbritannien på kanalen Living TV med premiär 1 november 2006. Under 8 avsnitt följer serien en ny chef varje vecka som får ta med tre av sina anställda på semester, där de tilldelas olika utmaningar. TV-programmet leddes av Liz Bonnin.

## Medverkande chefer
| Ordning | Chef             | Företag                       | Semesterplats |
| ------- | ---------------- | ----------------------------- | ------------- |
| 01      | Duncan Bannatyne | Bannatynes Gyms               | Barbados      |
| 02      | Ken Picton       | Ken Picton Salon              | Mallorca      |
| 03      | Mark Simpkin     | Simply Group                  | Toscana       |
| 04      | Martin King      | Eminence Leisure              | Portugal      |
| 05      | Mikey Murphy     | John Brown & Co Estate Agents | Schweiz       |
| 06      | Rachel Lowe      | RTL Games                     | Prag          |
| 07      | Darryn Lyons     | Big Pictures                  | New York      |
| 08      | Jacqueline Gold  | Ann Summers                   | Valencia      |